# باشگاه فوتبال کینگستونیان
باشگاه فوتبال کینگستونیان (به انگلیسی: Kingstonian Football Club) یک باشگاه فوتبال در شهر کینگستون اپون تیمز، کشور انگلستان است که در سال ۱۸۸۵ میلادی تأسیس شده‌است.